# Віклов (парафія, Нью-Брансвік)
Віклов (англ. Wicklow) — парафія в Канаді, у провінції Нью-Брансвік, у складі графства Карлтон.

## Населення
За даними перепису 2016 року, парафія нараховувала 1697 осіб, показавши скорочення на 2,4%, порівняно з 2011-м роком. Середня густина населення становила 8,7 осіб/км².
З офіційних мов обидвома одночасно володіли 115 жителів, тільки англійською — 1 580. Усього 30 осіб вважали рідною мовою не одну з офіційних.
Працездатне населення становило 64,5% усього населення, рівень безробіття — 7,6% (11% серед чоловіків та 3,5% серед жінок). 81,1% осіб були найманими працівниками, а 16,2% — самозайнятими.
Середній дохід на особу становив $32 616 (медіана $27 776), при цьому для чоловіків — $35 243, а для жінок $29 900 (медіани — $34 816 та $22 016 відповідно).
32,5% мешканців мали закінчену шкільну освіту, не мали закінченої шкільної освіти — 26,9%, 40,6% мали післяшкільну освіту, з яких 19,8% мали диплом бакалавра, або вищий.
| Статево-вікова структура населення | Статево-вікова структура населення | Статево-вікова структура населення | Статево-вікова структура населення | Статево-вікова структура населення |
| ---------------------------------- | ---------------------------------- | ---------------------------------- | ---------------------------------- | ---------------------------------- |
|                                    |                                    |                                    |                                    |                                    |
| Всього                             | Всього                             | 50,6%49,4%                         |                                    |                                    |
| 0 — 14 років                       | 0 — 14 років                       |                                    | 17,6%                              | 17,6%                              |
| 15 — 64 років                      | 15 — 64 років                      |                                    | 65,6%                              | 65,6%                              |
| 65 і більше                        | 65 і більше                        |                                    | 16,8%                              | 16,8%                              |
| 85 і більше                        | 85 і більше                        |                                    | 1,5%                               | 1,5%                               |
| Середній вік (років)               | Середній вік (років)               | 40,841,9                           | 41,3                               | 41,3                               |
| Медіана (років)                    | Медіана (років)                    | 43,643,7                           | 43,6                               | 43,6                               |
| — чоловіки — жінки                 |                                    |                                    |                                    |                                    |

| Походження мешканців:     | Походження мешканців:     | Походження мешканців: | Походження мешканців: | Походження мешканців: |
| ------------------------- | ------------------------- | --------------------- | --------------------- | --------------------- |
| Походження                |                           |                       | осіб                  | %                     |
| Корінні американці        | Корінні американці        |                       | 25                    | 1.47%                 |
| Інше північноамериканське | Інше північноамериканське |                       | 890                   | 52.35%                |
| Європейське               | Європейське               |                       | 1 190                 | 70%                   |
| британське                | британське                |                       | 980                   | 57.65%                |
| французьке                | французьке                |                       | 125                   | 7.35%                 |
| українське                | українське                |                       | 15                    | 0.88%                 |
| Карибське                 | Карибське                 |                       | 10                    | 0.59%                 |
| Азійське                  | Азійське                  |                       | 10                    | 0.59%                 |

| Зайнятість населення за галузями (за класифікацією NOC): | Зайнятість населення за галузями (за класифікацією NOC): | Зайнятість населення за галузями (за класифікацією NOC): | Зайнятість населення за галузями (за класифікацією NOC): | Зайнятість населення за галузями (за класифікацією NOC): |
| -------------------------------------------------------- | -------------------------------------------------------- | -------------------------------------------------------- | -------------------------------------------------------- | -------------------------------------------------------- |
|                                                          |                                                          |                                                          |                                                          |                                                          |
| Управління                                               | Управління                                               |                                                          | 9,4%                                                     | 9,4%                                                     |
| Бізнес, фінанси та адміністрування                       | Бізнес, фінанси та адміністрування                       |                                                          | 13,3%                                                    | 13,3%                                                    |
| Природничі та прикладні науки                            | Природничі та прикладні науки                            |                                                          | 5%                                                       | 5%                                                       |
| Охорона здоров'я                                         | Охорона здоров'я                                         |                                                          | 3,9%                                                     | 3,9%                                                     |
| Освіта, правозахист, муніципальні та урядові служби      | Освіта, правозахист, муніципальні та урядові служби      |                                                          | 7,8%                                                     | 7,8%                                                     |
| Мистецтво, культура, відпочинок та спорт                 | Мистецтво, культура, відпочинок та спорт                 |                                                          | 2,2%                                                     | 2,2%                                                     |
| Роздрібна торгівля та послуги                            | Роздрібна торгівля та послуги                            |                                                          | 15,6%                                                    | 15,6%                                                    |
| Гуртова торгівля, транспорт та обладнання                | Гуртова торгівля, транспорт та обладнання                |                                                          | 23,3%                                                    | 23,3%                                                    |
| Природні ресурси, сільське господарство                  | Природні ресурси, сільське господарство                  |                                                          | 12,2%                                                    | 12,2%                                                    |
| Виробництво                                              | Виробництво                                              |                                                          | 7,8%                                                     | 7,8%                                                     |

## Клімат
Середня річна температура становить 4,2°C, середня максимальна – 23,1°C, а середня мінімальна – -19,2°C. Середня річна кількість опадів – 1 050 мм.
| Клімат поселення                              | Клімат поселення | Клімат поселення | Клімат поселення | Клімат поселення | Клімат поселення | Клімат поселення | Клімат поселення | Клімат поселення | Клімат поселення | Клімат поселення | Клімат поселення | Клімат поселення | Клімат поселення |
| Показник                                      | Січ.             | Лют.             | Бер.             | Квіт.            | Трав.            | Черв.            | Лип.             | Серп.            | Вер.             | Жовт.            | Лист.            | Груд.            |                  |
| Середній максимум, °C                         | −5,41            | −3,93            | 2,43             | 10,12            | 17,53            | 22,79            | 23,11            | 22,06            | 17,01            | 10,88            | 4,54             | −3,76            |                  |
| Середня температура, °C                       | −12,31           | −10,81           | −4,45            | 3,24             | 10,65            | 15,91            | 18,89            | 17,84            | 12,77            | 6,65             | 0,33             | −7,98            |                  |
| Середній мінімум, °C                          | −19,19           | −17,68           | −11,33           | −3,64            | 3,77             | 9,04             | 14,65            | 13,60            | 8,55             | 2,44             | −3,9             | −12,21           |                  |
| Норма опадів, мм                              | 86               | 60               | 73               | 74               | 93               | 88               | 105              | 99               | 97               | 88               | 96               | 91               |                  |
| Середньомісячна швидкість вітру, м/с          | 3.70             | 3.79             | 4.01             | 3.87             | 3.62             | 3.26             | 2.95             | 2.85             | 3.13             | 3.50             | 3.67             | 3.70             |                  |
| Середньомісячна сонячна радіація, кДж/м²·день | 5088             | 8405             | 12221            | 15751            | 18462            | 20310            | 19761            | 17494            | 12919            | 8007             | 4779             | 3928             |                  |
| --------------------------------------------- | ---------------- | ---------------- | ---------------- | ---------------- | ---------------- | ---------------- | ---------------- | ---------------- | ---------------- | ---------------- | ---------------- | ---------------- | ---------------- |
| Джерело:                                      |                  |                  |                  |                  |                  |                  |                  |                  |                  |                  |                  |                  |                  |